# Nordisk Film

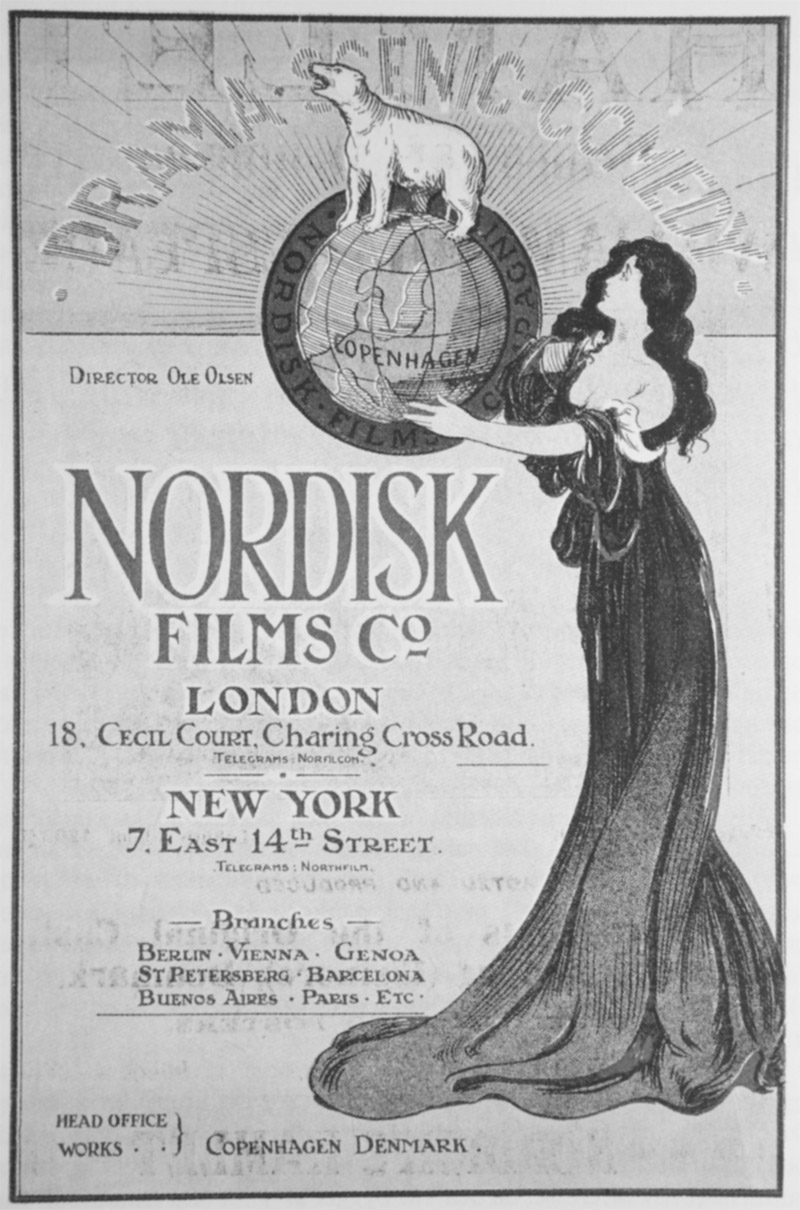
Oude filmposter Nordisk Film

Nordisk Film is een Deense filmstudio, gelegen in het district Valby in Kopenhagen. Het bedrijf maakt deel uit van de Egmont Group.

## Geschiedenis
De filmstudio werd op 6 november 1906 opgericht door de Deense filmmaker Ole Olsen. De oorspronkelijke naam Ole Olsen’s Film Factory werd al snel gewijzigd in Nordisk Film Kompagni. Het is de derde oudste filmstudio in de wereld, na Gaumont en Pathé. In 1908 opende Olsen een filiaal in New York, de Great Northern Film Compagny, voor de distributie van films op de Amerikaanse markt. In de aanloop van de Eerste Wereldoorlog had het bedrijf zich ontwikkeld tot een van de toonaangevende filmbedrijven in de wereld met in 1908 een jaarlijkse productie van 100 speelfilms. In 1928 ging het bedrijf failliet maar werd in 1929 gereorganiseerd door Carl Bauder als eerste Deens productiestudio voor geluidsfilms.
In 1992 werd het bedrijf deel van het mediaconcern Egmont Group en is nu actief als mediaproductie- en distributiegroep met 1090 werknemers in zes landen. De studio (co-)produceert speelfilms in Denemarken, Noorwegen en Zweden die gedistribueerd worden in de Scandinavische landen. Nordisk Film is ook de beheerder van de Nordisk Film Biograferne, een aantal bioscopen in Denemarken.